# Barnim-plateauet
Barnim-plateauet er et plateau, som består de nordøstlige dele af Berlins område og den omkringliggende forbundsstat Brandenburg i Tyskland.

## Afgrænsning og Inddeling
Plateauets sydlige grænse er markeret af Berlin-dalen, som floden Spree løber igennem. Mod vest er grænsen mellem Barnim og Glien-plateauet markeret af en nord-sydgående glacialdal. Mod nord og nordøst er grænsen til Eberswald-dalen, og i øst Lubusz Land.
Traditionelt er plateauet inddelt i Øvre og Nedre Barnim, adskilt af en linje mellem Strausberg og Eberswalde. Nedre Barnim når ikke højere end 80 moh. mens Øvre Barnim generelt er mere end 100 moh. Det højeste punkt på plateauet er Semmelberg, som står på 157 meter over havet.

### Bebyggelser
Indtil Berlins store vækst i det 19. århundrede var Barnim-plateauet kun tyndt befolket, og i den østlige del er det fortsat tilfældet. Bortset fra Berlin er Bernau og Strausberg, de eneste byer der har mere end 10.000 indbyggere. Mindre byer i området er Werneuchen, Altlandsberg og Biesenthal. Byer som Oranienburg og Wriezen, der engang var selvstændige, blev indlemmet i Berlin som følge af byens udvikling i slutningen af det 19. og begyndelsen af det 20. århundrede.

## Geologisk struktur, landformer og jordbund
Den sydlige kant af Barnim-plateauet, i nærheden af Rüdersdorf, indeholder udbredte aflejringer af kalksten, Buntsandstein og Muschelkalk. Kalkens forholdsvis høje placering i grundfjeldet forklares ved tilstedeværelsen af en saltkuppel; det vandrende salt skubbede den overliggende sedimentære bjergart tættere på overfladen. Kalkstensforekomsterne førte til store stenbrud, som leverede byggematerialer til det hurtigtvoksende Berlin, et eksempel på dette er tårnet i Marienkirche i byens centrum.

## Hydrologi og klima
Det vigtigste vandskel mellem Nordsøen og Østersøen går over Barnim-plateauet fra nordøst til sydvest, mellem Elbens og Oder -flodernes afvandingsområder. Dens forløb følger nogenlunde det fra Frankfurts istidsmoræne. Hovedtræk langs vandskellet er Wandlitzer See og Liepnitzsee.

### Vandløb
Følgende vandløb løber ud i Havel og Spree afvandingsområder:
- Briese, sammenløb ved Hohen Neuendorf
- Tegeler Fließ, som løber ud i Tegel-søen og ud på Havel
- Panke, sammenløb med Spree i det centrale Berlin
- Wuhle, sammenløb med Spree nær Köpenick
- Neuenhagener Mühlenfließ
- Fredersdorfer Mühlenfließ
- Nordlige bifloder til Löcknitz, for eksempel Lichtenower Mühlenfließ

Følgende bifloder løber ud i Oder :
- Finow, hvori bifloderne Schwärze og Nonnenfließ løber ud ved Eberswalde
- Batzlower Mühlenfließ
- Sophienfließ, som forsyner Schermützelsee og Stobber

### Søer
På trods af at området erungmoræne, har Barnim relativt få søer. Ved hedesletten har aflejringen af glacio-fluvialt sediment ført til et højere antal søer, hvoraf de mest kendte er Wandlitzer See, Gamensee og den opstemmede sø.

## Historie
Den germanske Semnone-stamme slog sig ned i Barnim, og efter deres migration fulgte den slaviske Sprevane-stammen efter i det 6. og 7. århundrede og slog sig ned i nærheden af Biesenthal og Wandlitz.

### Bosættelser efter1230
Mens de slaviske folk havde en tendens til at bosætte sig i lavlandsdele af Barnim nær de relativt få områder, begyndte den efterfølgende bebyggelse af plateauet i 1230'erne af huset Ascania under John 1. markgreve af Brandenburg og Otto 3. markgreve af Brandenburg som del af den tyske kolonisering. Yderligere bosættelser blev også gennemført under Huset Wettin, en del af markgreven af Meissen. Wettinerne ekspanderede fra syd med slotte i Mittenwalde og Köpenick i Nedre Barnim, hvorimod Ascanierne ekspanderede over de nordlige dele af Øvre Barnim fra Oranienburg til Strausberg. Konflikter om spørgsmålet om territorial suverænitet bidrog til Teltow- og Magdeburg-krigene mellem 1239 og 1245, som blev vundet af Askanerne. For at cementere askanisk herredømme, grundlagde Askanerne Chorin- og Friedland-klosteret, som nu er en ruin. De er blandt de mest betydningsfulde middelalderbygninger i regionen.

### Trediveårskrigen
Efter 30-årskrigen ankom en migrationsbølge af hovedsagelig hollandske kolonister, til Barnimområdet. Det var dette hovedsageligt begrænset til områderne langs Barnim-floderne. I slutningen af det 19. århundrede resulterede den industrielle revolution i Tyskland i en kraftig befolkningstilvækst i Berlin, som voksede sig ud på højsletten.

## Yderligere læsning.
- (tysk) Brandenburgisches Namenbuch, Teil 5: Die Ortsnamen des Barnim. Bearb. v. Gerhard Schlimpert, Weimar 1984.
- (tysk) Wolfgang H. Fritze: Zur Deutung und ursprünglichen Beziehung des Landschaftsnamens „Barnim“. In: Jahrbuch für brandenburgische Landesgeschichte 37 (1986), S. 41–50.
- (tysk) L. Lippstreu, N. Hermsdorf, A. Sonntag: Geologische Übersichtskarte des Landes Brandenburg 1 : 300.000 - Erläuterungen. – Potsdam 1997, ISBN 3-7490-4576-3.
- (tysk) Carsten Rasmus, Bettina Klaehne: Wander- und Naturführer Naturpark Barnim. KlaRas-Verlag, Berlin 2001. ISBN 3-933135-09-5.
- (tysk) Werner Stackebrandt, Volker Manhenke (Hrsg.): Atlas zur Geologie von Brandenburg. Landesamt für Geowissenschaften und Rohstoffe Brandenburg (heute: Landesamt für Bergbau, Geologie und Rohstoffe Brandenburg, LBGR), 2. Aufl., 142 S., 43 Karten, Kleinmachnow 2002, ISBN 3-9808157-0-6.
- (tysk) Reinhard E. Fischer, Die Ortsnamen der Länder Brandenburg und Berlin. Band 13 der Brandenburgischen Historischen Studien im Auftrag der Brandenburgischen Historischen Kommission, be.bra wissenschaft verlag Berlin-Brandenburg 2005, ISBN 3-937233-30-X, ISSN 1860-2436, Seite 43.
- (tysk) Ludger Gailing, Karl-Dieter Keim: Analyse von informellen und dezentralen Institutionen und Public Governance mit kulturlandschaftlichem Hintergrund in der Beispielregion Barnim. Berlin-Brandenburgische Akademie der Wissenschaften, Materialien der Interdisziplinären Arbeitsgruppe Zukunftsorientierte Nutzung ländlicher Räume (LandInnovation), Nr. 6, Berlin, 2006 Onlinefassung (Webside ikke længere tilgængelig)